# Công ty Hershey
Công ty Hershey, thường được gọi là Hershey, là một công ty đa quốc gia của Mỹ và là một trong những nhà sản xuất sô cô la lớn nhất trên thế giới. Nó cũng sản xuất các sản phẩm nướng, như bánh quy, bánh ngọt, sữa lắc, đồ uống và nhiều thứ khác. Trụ sở chính của doanh nghiệp ở Hershey, Pennsylvania, cũng là nhà của Hersheypark và Thế giới sô cô la của Hershey. Nó được thành lập bởi Milton S. Hershey vào năm 1894 với tên Công ty Sôcôla Hershey, một công ty con của Công ty Caramel Lancaster. Hershey Trust Company sở hữu cổ phần thiểu số, nhưng vẫn giữ phần lớn quyền biểu quyết trong công ty.
Sô cô la của Hershey có mặt trên khắp Hoa Kỳ và trên 60 quốc gia và vùng lãnh thổ.  Họ có ba trung tâm phân phối lớn, với công nghệ hiện đại và hệ thống quản lý lao động. Ngoài ra, Hershey là thành viên của Tổ chức ca cao thế giới và cũng hợp tác với Sân vận động Hersheypark và Giant Center.